# آویوتهاس پی‌ان-۳
آویوتهاس پی‌ان-۳ (به انگلیسی: Aviotehas_PN-3) یک هواگرد ملخ‌پیشین تک‌موتوره از نوع جنگنده ساخت شرکت Aviotehas است. هواگرد آویوتهاس پی‌ان-۳ نخستین پروازش را در ۱۹۳۹ میلادی انجام داد. در مجموع، تعداد ۱ فروند از این هواگرد ساخته شده‌است.